# Łubno (województwo mazowieckie)
Łubno – wieś (ze statusem sołectwa) w Polsce położona w województwie mazowieckim, w powiecie żyrardowskim, w gminie Wiskitki. Ma status sołectwa.
W latach 1975–1998 miejscowość administracyjnie należała do województwa skierniewickiego.